# Darney
Darney – miejscowość i gmina we Francji, w regionie Grand Est, w departamencie Wogezy.
Według danych na rok 1990 gminę zamieszkiwały 1534 osoby, a gęstość zaludnienia wynosiła 194 osób/km² (wśród 2335 gmin Lotaryngii Darney plasuje się na 266. miejscu pod względem liczby ludności, natomiast pod względem powierzchni na miejscu 752.).